# Euodynerus bidens
Euodynerus bidens är en stekelart som först beskrevs av Henri Saussure 1870.  Euodynerus bidens ingår i släktet kamgetingar, och familjen Eumenidae. Inga underarter finns listade i Catalogue of Life.